# 시작은 키스!
시작은 키스!(La Délicatesse)는 2011년 개봉한 프랑스의 로맨틱 코미디 영화이다.

## 줄거리
나탈리는 사랑하는 남자 프랑수아와 결혼하여 행복한 신혼 생활을 보내지만, 갑작스러운 교통사고로 남편을 잃고 큰 슬픔에 잠긴다. 슬픔을 극복하려 노력하던 어느 날, 회사에서 일하던 중 동료인 마르쿠스에게 충동적으로 키스한다. 평범한 외모의 스웨덴 남자인 마르쿠스는 나탈리의 행동에 당황하지만, 동시에 그녀에게 끌린다. 나탈리는 자신의 행동을 기억하지 못하며 실수였다고 말하지만, 마르쿠스는 이를 잊지 못하고 그녀에게 다가가려 한다.
나탈리와 마르쿠스는 예상치 못한 상황 속에서 서로에게 끌리게 되고, 데이트를 하면서 가까워진다. 하지만 마르쿠스는 자신의 외모에 대한 열등감 때문에 나탈리의 마음을 확신하지 못하고 갈등한다. 한편, 나탈리의 직장 상사는 그녀에게 관심을 보이며 마르쿠스와의 관계를 탐탁지 않게 생각하고, 마르쿠스를 불러내 그의 매력을 알아보려 한다. 나탈리의 친구들 역시 그녀가 평범한 마르쿠스와 사귀는 것을 이해하지 못하고 불편해한다.
결국, 나탈리는 상사의 모욕적인 발언에 분노하여 회사를 뛰쳐나와 고향으로 향하고, 그곳에서 마르쿠스를 만난다. 두 사람은 나탈리의 고향에서 편안함을 느끼며 서로의 진심을 확인하고, 마침내 사랑을 나누게 된다. 이 과정에서 마르쿠스는 나탈리의 과거와 그녀를 둘러싼 환경을 이해하고, 나탈리는 마르쿠스의 따뜻함과 순수함에 더욱 끌린다. 영화는 두 사람이 서로의 상처를 치유하고 진정한 사랑을 찾아가는 과정을 따뜻하고 유쾌하게 그려낸다.

## 캐스팅
- 오드리 토투 - Nathalie
- 프랑수아 다미앙 - Markus
- 조시핀 드 모 - Sophie
- 브뤼토 토데쉬니 - Charles Delamain
- 멜라니 베니어 - Chloé
- 피오 마르마이 - François